# Arménio Fernandes
Arménio Fernandes, född 9 november 1959, är en angolansk friidrottare. Han deltog vid olympiska sommarspelen 1988.